# Matas Buzelis
Matas Arvidas Buzelis (* 13. Oktober 2004 in Chicago) ist ein US-amerikanisch-litauischer Basketballspieler.

## Werdegang
Buzelis spielte als Schüler Basketball an der Hindsale Central High School im Großraum Chicago, dann an der Brewster Academy in Wolfeboro (US-Bundesstaat New Hampshire) sowie ab 2022 an der Sunrise Christian Academy im Bundesstaat Kansas.
Er entschloss sich, nicht für eine US-Hochschule zu spielen, sondern 2023 vom Schul- in den Berufsbasketball zu wechseln. Buzelis schloss sich der Mannschaft NBA G League Ignite in der NBA-G-League an. Er erzielte für die Mannschaft im Spieljahr 2023/24 in 26 Einsätzen im Durchschnitt 14,3 Punkte. Im Vorfeld des Draftverfahrens der NBA im Juni 2024 wurde ihm in Ranglisten vorhergesagt, als einer der ersten fünf Spieler ausgewählt zu werden. Buzelis wurde schließlich an elfter Stelle aufgerufen, er kam zu den Chicago Bulls und damit in seine Heimatstadt zurück.

### Persönliches
Buzelis wuchs in Chicago auf. Seine Mutter Kristina war litauische Jugendnationalspielerin und spielte in der höchsten Liga des Landes, auch sein Vater Aidas betrieb Basketballsport und war Mitglied von litauischen Erstligisten. Buzelis’ Großvater Petras war Mannschaftskapitän von Žalgiris Kaunas.